# Галаховское муниципальное образование
Галаховское муниципальное образование — сельское поселение в Екатериновском районе Саратовской области Российской Федерации.
Административный центр — село Галахово.

## История
Статус и границы сельского поселения установлены Законом Саратовской области от 27 декабря 2004 года № 83-ЗСО «О муниципальных образованиях, входящих в состав Екатериновского муниципального района».

## Население
| 2010  | 2011  | 2012  | 2013  | 2014  | 2015  | 2016  |
| ----- | ----- | ----- | ----- | ----- | ----- | ----- |
| 1344  | ↘1341 | ↘1316 | ↗1319 | ↗1326 | ↘1307 | ↘1292 |
| 2017  | 2018  | 2019  | 2020  | 2021  |       |       |
| ↘1273 | ↘1234 | ↘1209 | ↘1169 | ↘973  |       |       |

## Состав сельского поселения
| №  | Населённый пункт | Тип населённого пункта       | Население |
| -- | ---------------- | ---------------------------- | --------- |
| 1  | Андреевка        | деревня                      | 11        |
| 2  | Белгаза          | село                         | 8         |
| 3  | Бирюковка        | деревня                      | 53        |
| 4  | Галахово         | село, административный центр | ↘302      |
| 5  | Ивановка         | деревня                      | 54        |
| 6  | Киево-Николаевка | деревня                      | ↘176      |
| 7  | Павловка         | деревня                      | ↘91       |
| 8  | Свищевка         | деревня                      | 32        |
| 9  | Упоровка         | село                         | ↘196      |
| 10 | Юбилейный        | посёлок                      | ↘421      |